# جون بيتس كلارك
جون بيتس كلارك (بالإنجليزية: John Bates Clark)‏ هو اقتصادي أمريكي، ولد في 26 يناير 1847 في بروفيدنس في الولايات المتحدة، وتوفي في 21 مارس 1938 في نيويورك في الولايات المتحدة.

## وصلات خارجية
- جون بيتس كلارك على موقع الموسوعة البريطانية (الإنجليزية)
- جون بيتس كلارك على موقع إن إن دي بي (الإنجليزية)